# Batelco

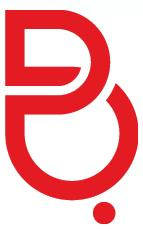

Batelco (Bahrain Telecommunications Company) es una empresa de telecomunicaciones en Baréin, brindando servicios en telecomunicaciones fijas e inalámbricas.

## Historia
En 1969 Baréin entró a la era de la Comunicaión Satelital, en 1979 Baréin se convirtió en socio del cable submarino que une el Golfo Baréin con Catar y los Emiratos Árabes Unidos. Hacia 1981 se abre la primera central telefónica digital, y en 1981 se establece BATELCO, utilizando un 40% de Cables e Inalámbricos.
En el siguiente años, BATELCO ya había conectado 50.000 líneas telefónicas en Baréin.
Tres años después, se instaló en Baréin la primera sección de fibra óptica. Hacia el año de 1988 se comienza con la construcción de la sede de Batelco en Hamala, en el año siguiente Cable y Wireless vende el 20% de sus acciones al Gobierno de Baréin.
En 1992 Baréin se convirtió en una de las primeras ciudades en tener digitalizaciones completas en conmutadores Telefónicos a nivel Nacional e internacional; en el año siguiente se lanzó en Buzón de Mensajes y en 1994 firmaron contrato para introducir GSM, y en el año siguiente lanzó su plataforma INET.
En 1996 Batelco se convirtió en la primera empresa de Telecomunicaciones del Medio Oeste certificada con la Calificación  ISO, recomendada por el Instituto de Estándares Británicos.
Ya en 1999 Batelco contaba con 100.000 clientes de Telefonía celular conectados y estableció vínculos con un Operador de Roaming, al siguiente año Batelco lanzó Speednet basados en la Tecnología ADSL.
En 2003 la compañía dio a conocer su nueva imagen, incorporando en su diseño los colores de la bandera de Baréin.
Durante los siguientes 3 años, Batelco se hace acreedor del 96% de las acciones de "Umniah Mobile Commmunications", y compra participación en Sabafon, Yemen y se convierte en parte del consorcio Atheeb Telecom para ofrecer banda ancha inalámbrica, soluciones de datos y servicios de voz en Arabia Saudita.
Batelco Baréin en 2010 es premiado con la Certificación ISO 27001 por su eService, portal en línea para los clientes de la compañía, siendo la primera empresa del Reino de Baréin en tener los servicios En línea de eService certificados.
En 2011 Batelco celebró su Aniversario número 30 y que cuenta con un grupo base de clientes que ya superó la marca de 10 Millones.

## Filiales
El Grupo Batelco cuenta con las siguientes filiales y se encuentra en 7 ciudades.
Baréin (100% propiedad de BSC)
Egipto (100%)
Umniah, Jordania (96,0%)
QualityNet, Kuwait (44,0%)
Stel, India (42,7%)
Sabafon, Yemen (26,9%)
Etihad Atheeb, Arabia Saudí (15,0%)

## Equipo Humano
Su junta directiva está confrmada por 9 miembros en cabeza del Presidente Sh. Hamad Bin Abdulla Al-Khalifa
Director: Murad Ali Murad
Director: Dr. Zakaria Ahmed Hejres
Director: Nedhal Saleh Al-Aujan
Director: Adel Hussain Al Maskati
Director: Waleed Ahmed Al Khaja
Director: Abdul Razak Al Qassim
Director: Ali Yusuf Ingeniero
Director: Abdulrahman 
Gestión Ejecutiva:
Jefe Ejecutivo del Grupo Oficial: Sh. Mohamed bin Isa Al Khalifa
Jefe ejecutivo de Grupo (Asignaciones Estratégicas): Peter Kaliaropoulos
Grupo Director Financiero: Marco Reginer
Grupo Gerente General de Recursos Humanos y Desarrollo: Sh. Ahmed Bin Khalifa Al Khalifa
Grupo de Secretario de la Junta y Relaciones con los Medios GM: Ahmed Al Janahi grupo asesor General: Bernadette Baynie
grupo interno jefe auditor: Ali Sharif jefe de Grupo de Información Oficial: Hamid Husein director general del grupo, proyectos estratégicos: Haytham Fatayer
director general del grupo, la transformación del negocio: Dr. Yousif Ahmed Dashkouni
Dirección Ejecutiva en Baréin:
Consejero Delegado: Rashid Abdulla director de Finanzas: Dr. Murad Ghassan
gerente general de la División de Consumo: Muna Al Hashemi
gerente general de la División Empresarial: Adel Daylami
director general de Recursos Humanos de Baréin: Suhaila Al Nowakhda gerente General de Estrategia y Desarrollo de Negocios: Hamza Ali director general de Relaciones Gubernamentales: Nadia Hussain gerente general de Continuidad de Negocio y Gestión de Seguridad de la Información: Dr. Abdulla Althawadi jefe de Mayoreo: Ali Ahmed Mustafa

## Fusiones y Adquisiciones
En 1998, Batelco adquirió el 44% de QualityNet en una oferta pública por el Ministerio de Comunicaciones de Kuwait, como parte de una estrategia de privatización de Internet y los servicios de comunicaciones de datos en el Estado de Kuwait. En 2001, se formó Batelco Jordan tras la fusión de los sistemas nacionales de equipos de telecomunicaciones (NETS) y el Grupo de Telecomunicaciones First (FTG) con Batelco.
En octubre de 2003, Batelco Egipto se estableció como subsidiaria de propiedad total de Batelco Medio Oriente. Hacia comienzos del 2008, los consorcios liderados por Batelco, PCCW de Hong Kong y Comunicaciones de Verizon EE. UU. obtuvieron la aprobación final para operar una nueva red de línea fija de teléfono llamado Etihad Atheeb Telecom Company (Atheeb).
En febrero de 2008, Batelco Group ofreció  comprar el restante 20 por ciento de las acciones ya no posee el Grupo en Batelco Jordan. A través de su 96 por ciento de propiedad de Comunicaciones filial Umniah Mobile, Batelco hecho la oferta a todos los accionistas Batelco Jordan, valorando la compañía en JD10.629 millones.
En febrero de 2012, Batelco anunció un acuerdo para la venta de su participación en Stel Private Limited (STEL) a su socio indio, Sky City Foundation Limited.